# IC 1356
IC 1356 — галактика типу E (еліптична галактика) у сузір'ї Козоріг.
Цей об'єкт міститься в оригінальній редакції індексного каталогу.